# Dofgan
Dofgan (Ve siècle), ou Doewan, est un saint chrétien, originaire du Dyfed, descendant d'un petit roi local, martyr au Ve siècle par la main des païens au Pays de Galles.
Il est fêté localement le 13 juillet,.